# Hydroeciodes mormon
Hydroeciodes mormon är en fjärilsart som beskrevs av Dyar 1918. Hydroeciodes mormon ingår i släktet Hydroeciodes och familjen nattflyn. Inga underarter finns listade i Catalogue of Life.